# Alex Christensen
Alex C., właśc. Alex Jörg Christensen (ur. 7 kwietnia 1967 w Hamburgu) – niemiecki producent muzyczny, kompozytor i DJ. Twórca zespołu muzycznego U96, jeden z prekursorów muzyki techno w Niemczech. Jako producent i kompozytor muzyczny promuje takich wykonawców i zespoły jak Right Said Fred, Tom Jones, *NSYNC, Oli.P, Marianne Rosenberg, Sarah Brightman, ATC, Rollergirl oraz wiele innych, a także Jasper Forks.

## Życie prywatne
Alex Christensen jest związany z Nicole Saft (znanej jako Rollergirl), mają jednego syna.

## Dyskografia

### Albumy
- 1992: Das Boot
- 1993: Replugged
- 1995: Club Bizarre
- 1996: Heaven / Best of '96
- 1999: In the Mix
- 2000: Best of 1991-2001
- 2006: Out of Wilhelmsburg
- 2008: Euphorie (feat. Yass)
- 2009: Heart 4 Sale (Alex Swings Oscar Sings)
- 2017: Classical 90's Dance (we współpracy z „Berlin Orchestra”)
- 2018: Classical 90's Dance 2  (we współpracy z „Berlin Orchestra”)
- 2019: Classical 90's Dance 3  (we współpracy z „Berlin Orchestra”)

## Nagrody
| Rok  | Nagroda                              | Utwór          | Wynik   |
| ---- | ------------------------------------ | -------------- | ------- |
| 2008 | Eurodanceweb Award (wspólnie z Yass) | „Doktorspiele” | Wygrana |